# Condiciones de contorno en dinámica de fluidos
Las Condiciones de contorno en dinámica de fluidos son el conjunto de restricciones de los  problemas de valor límite en dinámica de fluidos computacional. Estas condiciones de contorno incluyen condiciones de contorno de entrada, condiciones de contorno de salida, condiciones de contorno de pared, condiciones de contorno de presión constante, condiciones de contorno axisimétricas, condiciones de contorno simétricas y condiciones de contorno periódicas o cíclicas.  
Los problemas del estado transitorio requieren algo más, es decir, condiciones iniciales en las que los valores iniciales de las variables de flujo se especifican en los nodos del dominio de flujo. En CFD se utilizan varios tipos de condiciones de contorno para diferentes condiciones y propósitos, que se describen a continuación.

## Condiciones límite de entrada

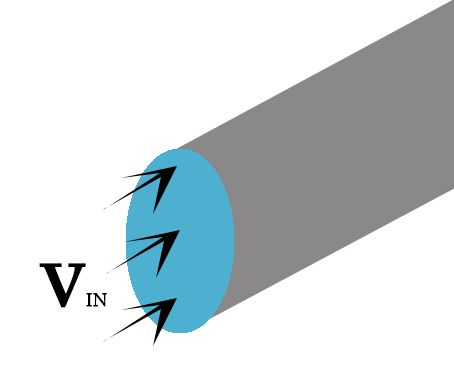
Velocidad del flujo de entrada en una tubería

En las condiciones de contorno de entrada, la distribución de todas las variables de flujo debe especificarse en los límites de entrada, principalmente velocidad de flujo. Este tipo de condiciones de contorno son comunes y se especifican sobre todo cuando se conoce la velocidad de flujo de entrada.

## Condiciones límite de salida

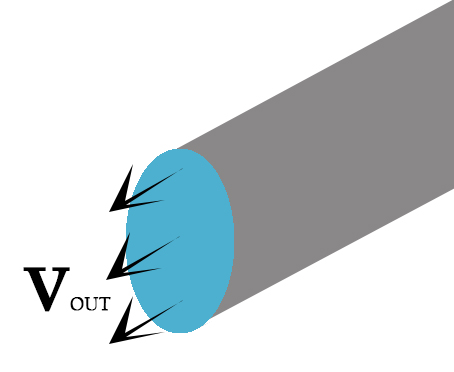
Velocidad del flujo de salida en una tubería

En las condiciones límite de salida, es necesario especificar la distribución de todas las variables de flujo, principalmente la velocidad de flujo. Esto puede ser pensado como una conjunción a la condición límite de entrada. Este tipo de condiciones de contorno es común y se especifica sobre todo cuando se conoce la velocidad de salida. El flujo alcanza un acondicionamiento de flujo en el que no se produce ningún cambio en la dirección del flujo cuando la salida se selecciona lejos de las perturbaciones geométricas. En dicha región, se podría delinear una salida y el gradiente de todas las variables podría igualarse a cero en la dirección del flujo, excepto la presión.

## Condición límite sin deslizamiento

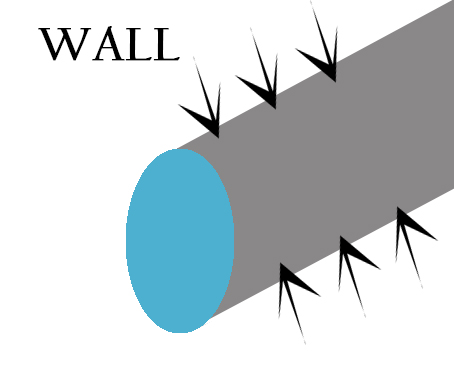
Muestra de la condición límite de la pared

La frontera más común que se encuentra en los problemas de flujo de fluido confinado es la pared del conducto. El requisito apropiado se denomina Condición de no deslizamiento, en la que la componente normal de la velocidad se fija en cero y la componente tangencial se establece igual a la velocidad de la pared. Puede ir en contra de la intuición, pero la condición de no deslizamiento se ha establecido firmemente tanto en el experimento como en la teoría, aunque solo después de décadas de controversia y debate.
{\displaystyle V_{\text{normal}}=0}
{\displaystyle V_{\text{tangencial}}=V_{\text{pared}}}
Se puede especificar la transferencia de calor a través de la pared o bien si las paredes se consideran adiabáticas, entonces la transferencia de calor a través de la pared se establece en cero.
{\displaystyle Q_{\text{Pared adiabática}}=0}

## Condiciones límite a presión constante

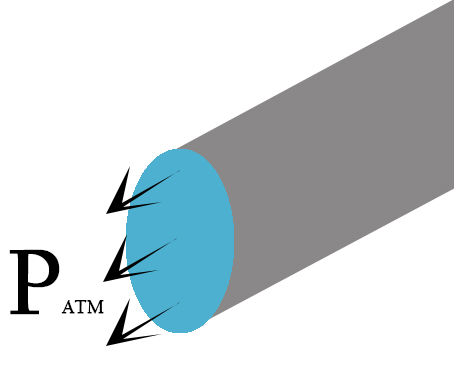
Muestra la condición límite a presión constante

Este tipo de condición límite se utiliza cuando se conocen los valores límite de presión y se desconocen los detalles exactos de la distribución del flujo. Esto incluye principalmente las condiciones de entrada y salida de presión. Los ejemplos típicos que utilizan esta condición de contorno incluyen flujos impulsados por la flotabilidad, flujos internos con múltiples salidas, flujos de superficie libre y flujo externos alrededor de objetos. Un ejemplo es la salida de flujo hacia la atmósfera donde la presión es atmosférica.

## Condiciones de contorno axisimétricas

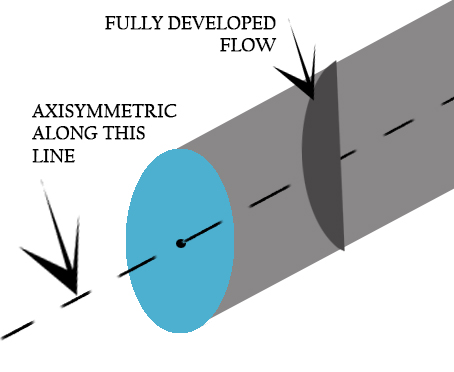
Muestra la condición de contorno axisimétrica

En esta condición de contorno, el modelo es axisimétrico con respecto al eje principal tal que en un r = R particular, todos los θ y cada z = corte Z, cada variable de flujo tiene el mismo valor.

{\displaystyle V_{r}(R,\theta ,Z)=Constante}
{\displaystyle (r=R,\theta ,Z)}

## Condición límite simétrica

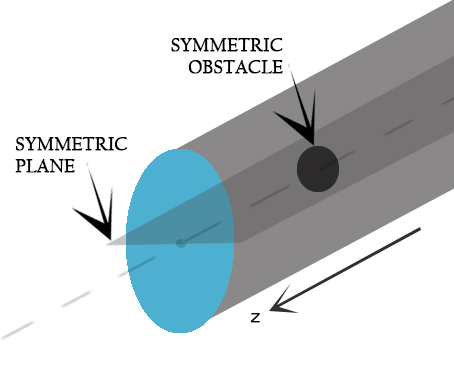
Mostrando condición de contorno simétrica

En esta condición de contorno, se supone que en los dos lados de la frontera existen los mismos procesos físicos. Todas las variables tienen el mismo valor y gradientes a la misma distancia de la frontera. Actúa como un espejo que refleja toda la distribución del flujo hacia el otro lado.
Las condiciones en el límite simétrico son la ausencia de flujo a través del límite y la ausencia de flujo escalar a través del límite.
Un buen ejemplo es el flujo de una tubería con un obstáculo simétrico en el flujo. El obstáculo divide el flujo superior y el flujo inferior como flujo en espejo.

## Condición límite periódica o cíclica

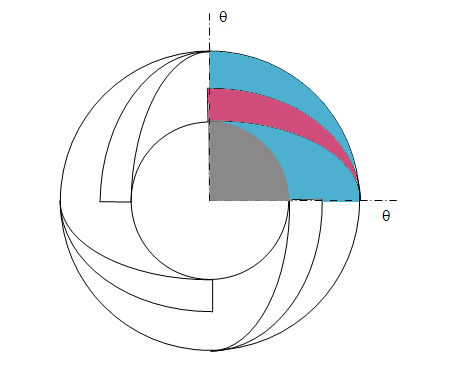
Un cuarto mostrando la condición límite cíclica

Una condición de contorno periódica o cíclica surge de un tipo diferente de simetría en un problema. Si un componente tiene un patrón repetido en la distribución del flujo más de dos veces, violando así los requisitos de imagen especular requeridos para la condición límite simétrica. Un buen ejemplo sería la bomba de paletas barridas (Fig.), donde el área marcada se repite cuatro veces en coordenadas r-theta. Las áreas cíclico-simétricas deben tener las mismas variables de flujo y distribución y deben satisfacer eso en cada corte Z.